# Felice Bonetto
Felice Bonetto (Manerbio, 9 giugno 1903 – Silao de la Victoria, 21 novembre 1953) è stato un pilota automobilistico italiano.
Per quanto riguarda la Formula 1, ha debuttato con la Maserati al Gran Premio di Svizzera del 1950 ed ha conquistato in carriera un totale di 17,5 punti.
Ben diverso il discorso delle competizioni automobilistiche destinate alle vetture a ruote coperte: nel suo palmarès spiccano infatti la vittoria alla Targa Florio del 1952, due secondi posti alla Mille Miglia nel 1949 su Ferrari e nel 1953 con la Lancia.
L'ultima vittoria l'ottenne durante la VI edizione della Bologna - Passo della Raticosa, il 27 settembre 1953 a bordo della Lancia D24.
Due mesi dopo, durante la IV Carrera Panamericana, alla quale partecipava con i compagni di squadra Piero Taruffi, Eugenio Castellotti, Juan Manuel Fangio e Giovanni Bracco, dopo essere stato in testa alla classifica provvisoria con un primo posto e due seconde posizioni di tappa, Felice Bonetto rimase vittima di un grave incidente in Silao de la Victoria in Messico, dove morì il 21 novembre 1953. Dopo l'autopsia, il suo cuore venne tumulato sotto un busto nella sezione italiana del cimitero di Dolores a Città del Messico, e il corpo venne riportato a Milano, e tumulato in un colombaro del Cimitero Monumentale.

## Risultati in Formula 1
| 1950 | Scuderia        | Vettura          |  |  |  |   |  |     |    |  |  | Punti | Pos. |
| ---- | --------------- | ---------------- |  |  |  | - |  | --- | -- |  |  | ----- | ---- |
| 1950 | Scuderia Milano | Maserati 4CLT/50 |  |  |  | 5 |  | Rit | NP |  |  | 2     | 19º  |

| 1951 | Scuderia   | Vettura |  |  |  |  |   |     |   |   |  | Punti | Pos. |
| ---- | ---------- | ------- |  |  |  |  | - | --- | - | - |  | ----- | ---- |
| 1951 | Alfa Romeo | 159     |  |  |  |  | 4 | Rit | 3 | 5 |  | 7     | 8º   |

| 1952 | Scuderia | Vettura |  |  |  |  |  |    |  |   |  | Punti | Pos. |
| ---- | -------- | ------- |  |  |  |  |  | -- |  | - |  | ----- | ---- |
| 1952 | Maserati | A6GCM   |  |  |  |  |  | SQ |  | 5 |  | 2     | 16º  |

| 1953 | Scuderia | Vettura |  |  |   |  |     |   |   |   |     | Punti | Pos. |
| ---- | -------- | ------- |  |  | - |  | --- | - | - | - | --- | ----- | ---- |
| 1953 | Maserati | A6GCM   |  |  | 3 |  | Rit | 6 | 4 | 4 | Rit | 6,5   | 9º   |

| Legenda | 1º posto     | 2º posto | 3º posto    | A punti         | Senza punti/Non class.  | Grassetto – Pole position Corsivo – Giro più veloce |
| Legenda | Squalificato | Ritirato | Non partito | Non qualificato | Solo prove/Terzo pilota | Grassetto – Pole position Corsivo – Giro più veloce |